# Zweite Trachtenserie
Die Zweite Trachtenserie (Volkstrachten oder einfach Trachten) ist eine Dauermarkenserie von Österreich mit 37 Werten, welche von 1948 bis 1964 erschienen ist. Jede Marke zeigt eine historische Volkstracht Österreichs.

## Markenformat
Die Marken haben Hochformat, wobei der Spitzenwert zu 10,00 Schilling größer war.

## Zähnung
Wie bei den Briefmarken dieser Zeit üblich, wurde Kammzähnung verwendet: K 14 und K 14,50 : 13,75.

## Entwurf
Der Entwurf stammt von Josef Seger. Bei einigen Marken ist als Entwerferzeichen ein kleines „S“ versteckt.

## Stich
Alle Ausgaben wurden von Hans Ranzoni d. J. gestochen.

## Druck
Die Österreichische Staatsdruckerei verwendete Rastertiefdruck und Stichtiefdruck beim Höchstwert. Die Marken wurden in Bögen zu je 100 Stück gedruckt.

## Auflagezahlen
Die Auflagenzahlen sind großteils nicht bekannt, erfahrungsgemäß kann aber davon ausgegangen werden, dass sie bis zu mehreren hundert Millionen je Ausgabe betrugen. Aufgrund der Portostufe und der Laufzeit sind die Dauermarke zu 0,30 / 1,00 (grün) und 1,50 am häufigsten produziert worden. Die Werte zu 0,03 / 0,45 / 0,75 / 0,90 / 1,70 / 2,70 / 4,50 und 10,00 sind weniger verbreitet.

## Besonderheiten
Diese Dauermarkenserie gilt als erste „echte“ österreichische Serie nach der Währungsreform 1947. Als Motiv wurden Frauen mit historischen Volkstrachten aus unterschiedlichen Gegenden Österreichs gewählt. Diese Marken prägten das Gesicht der österreichischen Portostücke in den 1950er und 1960er Jahren. Das Motiv war keine Neuheit, denn schon in der Ersten Republik wurden von 1934 bis 1936 Trachtenmotive gewählt. Diese Serie mit 21 Werten wird daher auch Erste Trachtenserie genannt. Im Gegensatz zu dieser Serie wurden damals auch Männertrachten gewählt.
Der Wert zu 10,00 Schilling weicht von den anderen Werten optisch ab, hat ein größeres Format und als Druckart den Stichtiefdruck.
Die Werte zu 0,30, 0,40 und 1,00 haben mehrere Farbvariationen, welche, wie zu dieser Zeit üblich, verschiedene Portostufen (grün für Postkarte, rot für Inlandsbrief und blau für Auslandsbrief) farblich darstellen sollten.
Die Region, aus der die Tracht stammt, wurde am unteren Bildrand angegeben. Teilweise wurde das Bundesland erwähnt, oft auch nur die Region (z. B.: Zillertal, Gailtal) oder der Ort (z. B.: Kitzbühel). Bei manchen Trachten ist teilweise auch das Jahr (z. B.: Wien um 1850 oder Wien 1853) vermerkt.
Noch während der Laufzeit der Volkstrachten wurden die Österreichischen Baudenkmäler oder auch kurz nur Bauten genannt, verausgabt, welche Ende der 1950er Jahre stufenweise die Volkstrachtenserie ablösten. Erst 1973 wurden die Werte zu 5,00 und 7,00 Schilling, die es bei den Bauten nicht gab, von der nächsten Dauermarkenserie Landschaften aus Österreich abgelöst. Mit 26 Jahren hatte diese Marke daher eine ausgesprochen lange Laufzeit. Bedingt durch diese teilweise überdurchschnittlich lange Nutzungsdauer gibt es sehr viele Variationen oder Abarten.

## Variationen
Neben den Bauwerken ist auch diese Serie bei Spezialsammlern sehr beliebt. Es existieren daher auch Arbeitsgemeinschaften nur für diese Dauermarkenserie.
Unterschieden werden grundsätzlich sogenannte gelbe oder gelbliche und weiße Ausgaben, welche sich in der Art des Gummis und des Papiers variieren. Die später verausgabten weißen Gummiarten wurden nur mehr bei 21 Werten angewendet. Die beiden Variationen sind von erfahrenen Sammler auch am Papier erkennbar. Ältere Ausgaben hatten ein gräuliches Papier, die neueren Marken wurden auf weißerem Papier gedruckt.
Darüber hinaus können diese beiden Arten auch noch wegen des Druckrasters von 100 Linien je Zentimeter und 70 Linien bei den weißen Trachten erkannt werden. Das Markenbild wirkt dadurch etwas feiner. Da alle diese Unterscheidungen nur durch routinierte Philatelisten richtig identifiziert werden können, werden die Unterarten von Spezialliteratur erfasst.
Das Markenpapier war anfangs grau bis gelblich. Ab 1958 wurde auf ein dünneres, weißeres Papier gedruckt.
Beim Markengummi gab es noch mehr Variationen. Entsprechend den Papierunterschieden wird zwischen gelbem und weißem Papier unterschieden. Besonders bei postfrischen Marken ist der Unterschied deutlich erkennbar. Anfangs wurde tierischer Leim verwendet, ab 1958 wurde eine Adhäsingummierung eingesetzt (Henkel-Leim-Adhäsin 25), welcher die Einrollung der Markenbögen vermindern sollte. Später verwendete man Kaltleim, welcher schwach rosa, beige oder bläulich war. Zusätzlich ist bei manchen Exemplaren eine Gummiriffelung erkennbar, welcher die Gummischicht unterbrach und auch dem Einrollen der Marken entgegenwirken sollte.
Neben den groben Farbunterschieden bei den Werten zu 0,30 / 0,40 und 1,00 Schilling sind auch sehr viele feine Farbnuancen zu erkennen, welche von Philatelisten genau untersucht werden.
Spezialsammler suchen auch nach wiederkehrenden Plattenfehlern, die bei dieser Ausgabe aufgrund der damaligen technischen Voraussetzungen relativ häufig sind. Auch hier gibt es Kataloge, die diese Unterarten detailliert aufzeichnen.
Durch den hohen Qualitätsstandard und die umfangreichen Kontrollen in der österreichischen Staatsdruckerei gibt es bei den modernen Ausgaben praktisch keine Druckabarten mehr.
Fluoreszenzen und Aufheller sowie Symbolzahlen am unteren Rand der Markenbögen bei den neueren Ausgaben bilden ein weiteres Betätigungsfeld.

## Marktwert
Die Marken sind im postfrischen Zustand wertvoller, als im gebrauchten bzw. gestempelten, da durch die häufige alltägliche Verwendung ein großer Bestand vorhanden ist.
Wie bei den meisten Briefmarken ist der Wert aus den Briefmarkenkatalogen jedoch auch hier sehr stark überzeichnet, vor allem, wenn in größeren Mengen (Kiloware) gehandelt wird. Der Preis in den Katalogen kann aber als Vergleichswert zwischen Briefmarken herangezogen werden.
Beim gestempelten Zustand ist der Preis sehr stark von der Qualität und der Lesbarkeit des Stempels (Datum, Ort, Postleitzahl) abhängig. Komplette Serien mit schönen Stempeln werden teurer gehandelt.
Besondere Aufmerksamkeit verdient die Ausgabe zu 1,00 Schilling in rot. Obwohl diese Ausgabe eine größere Auflage hat, sind nur wenig postfrische Exemplare vorhanden. Dies führte zu einem Preisanstieg. Noch heute liegt der Katalogpreis für ein postfrisches Stück bei etwa 150 Euro. Der reale Marktwert diese Ausgabe liegt, wie unter Sammlern üblich, bei etwa 25 %.
Ein kompletter Satz (37 Werte) im postfrischen Zustand ohne Abarten wird mit etwa 300 Euro bewertet, gestempelt, je nach Qualität mit 30 Euro. Auch hier liegt der reale Marktwert bei 25 %.

## Liste der Ausgaben
| Werte in Schilling | Motiv                    | Bundesland       | Farbe       | Ausgabedatum der gelben Ausgabe | Ausgabedatum der weißen Ausgabe | Auflagenzahl  | ANK-Katalognummer der gelben Ausgabe | ANK-Katalognummer der weißen Ausgabe | MiNr. |
| ------------------ | ------------------------ | ---------------- | ----------- | ------------------------------- | ------------------------------- | ------------- | ------------------------------------ | ------------------------------------ | ----- |
| 0,03               | Inntal                   | Tirol            | grau        | 13. März 1950                   |                                 | nicht bekannt | 887                                  |                                      | 893   |
| 0,05               | Pinzgau                  | Salzburg         | blaugrün    | 5. März 1949                    | 15. Oktober 1958                | nicht bekannt | 888                                  | 1052                                 | 894   |
| 0,10               | Salzkammergut            | Steiermark       | schwarzblau | 6. September 1948               | 21. Oktober 1958                | nicht bekannt | 889                                  | 1053                                 | 895   |
| 0,15               | Lutzmannsburg            | Burgenland       | braun       | 6. September 1948               |                                 | nicht bekannt | 890                                  |                                      | 896   |
| 0,20               | Montafon um 1850         | Vorarlberg       | grün        | 1. Juni 1948                    | 5. November 1958                | nicht bekannt | 891                                  | 1054                                 | 897   |
| 0,25               | Wien 1850                | Wien             | lilabraun   | 24. September 1949              | 9. Jänner 1959                  | nicht bekannt | 892                                  | 1055                                 | 898   |
| 0,30               | Pongau                   | Salzburg         | lilarot     | 6. September 1948               |                                 | nicht bekannt | 893                                  |                                      | 899   |
| 0,30               | Pongau                   | Salzburg         | violett     | 13. März 1950                   | 21. August 1958                 | nicht bekannt | 894                                  | 1056                                 | 900   |
| 0,40               | Wien 1840                | Wien             | blauviolett | 6. September 1948               |                                 | nicht bekannt | 895                                  |                                      | 901   |
| 0,40               | Wien 1840                | Wien             | blaugrün    | 3. Dezember 1949                | 5. November 1958                | nicht bekannt | 896                                  | 1057                                 | 902   |
| 0,45               | Lesachtal                | Kärnten          | violettblau | 1. Juni 1948                    |                                 | nicht bekannt | 897                                  |                                      | 903   |
| 0,50               | Bregenzerwald            | Vorarlberg       | braun       | 5. März 1949                    | 4. September 1958               | nicht bekannt | 898                                  | 1058                                 | 904   |
| 0,60               | Lavanttal                | Kärnten          | rot         | 6. September 1948               | 21. August 1958                 | nicht bekannt | 899                                  | 1059                                 | 905   |
| 0,70               | Wachau                   | Niederösterreich | grün        | 5. März 1949                    | 4. Dezember 1958                | nicht bekannt | 900                                  | 1060                                 | 906   |
| 0,75               | Salzkammergut            | Steiermark       | grünblau    | 1. Juni 1948                    |                                 | nicht bekannt | 901                                  |                                      | 907   |
| 0,80               | Ennstal                  | Steiermark       | rot         | 3. Dezember 1949                | 6. Oktober 1958                 | nicht bekannt | 902                                  | 1061                                 | 908   |
| 0,90               | Mittelsteier             | Steiermark       | braunlila   | 3. Dezember 1949                |                                 | nicht bekannt | 903                                  |                                      | 909   |
| 1,00               | Pustertal                | Tirol            | blau        | 1. Juni 1948                    |                                 | nicht bekannt | 904                                  |                                      | 910   |
| 1,00               | Pustertal                | Tirol            | rot         | 13. März 1950                   |                                 | nicht bekannt | 905                                  |                                      | 911   |
| 1,00               | Pustertal                | Tirol            | grün        | 24. September 1951              |                                 | nicht bekannt | 906                                  |                                      | 912   |
| 1,20               | Wienerwald               | Niederösterreich | blauviolett | 24. September 1951              | 7. November 1958                | nicht bekannt | 907                                  | 1062                                 | 913   |
| 1,40               | Innviertel               | Oberösterreich   | braun       | 1. Juni 1948                    |                                 | nicht bekannt | 908                                  |                                      | 914   |
| 1,45               | Wilten                   | Tirol            | rot         | 26. November 1951               | 8. September 1958               | nicht bekannt | 909                                  | 1063                                 | 915   |
| 1,50               | Wien 1853                | Wien             | blau        | 24. September 1951              | 14. August 1958                 | nicht bekannt | 910                                  | 1064                                 | 916   |
| 1,60               | Wien 1850                | Wien             | orangebraun | 24. September 1949              | 4. Dezember 1958                | nicht bekannt | 911                                  | 1065                                 | 917   |
| 1,70               | Osttirol                 | Tirol            | blau        | 13. März 1950                   |                                 | nicht bekannt | 912                                  |                                      | 918   |
| 2,00               | Oberösterreich           | Oberösterreich   | blaugrün    | 6. September 1948               |                                 | nicht bekannt | 913                                  |                                      | 919   |
| 2,20               | Ischl 1820               | Oberösterreich   | blaugrau    | 15. November 1952               | 20. November 1958               | nicht bekannt | 914                                  | 1066                                 | 978   |
| 2,40               | Kitzbühel                | Tirol            | blau        | 26. November 1951               | 21. November 1958               | nicht bekannt | 915                                  | 1067                                 | 920   |
| 2,50               | Obersteiermark 1850      | Steiermark       | rotbraun    | 15. November 1952               | 4. September 1959               | nicht bekannt | 916                                  | 1068                                 | 979   |
| 2,70               | Kleines Walsertal        | Vorarlberg       | braun       | 26. November 1951               |                                 | nicht bekannt | 917                                  |                                      | 921   |
| 3,00               | Burgenland               | Burgenland       | braunrot    | 5. März 1949                    | 9. Dezember 1958                | nicht bekannt | 918                                  | 1069                                 | 922   |
| 3,50               | Niederösterreich um 1850 | Niederösterreich | grün        | 26. November 1951               | 27. August 1958                 | nicht bekannt | 919                                  | 1070                                 | 923   |
| 4,50               | Gailtal                  | Kärnten          | blauviolett | 26. November 1951               |                                 | nicht bekannt | 920                                  |                                      | 924   |
| 5,00               | Zillertal                | Tirol            | rotviolett  | 6. September 1948               | 27. August 1959                 | nicht bekannt | 921                                  | 1071                                 | 925   |
| 7,00               | Sulmtal                  | Steiermark       | grün        | 15. November 1952               | 19. September 1959              | nicht bekannt | 922                                  | 1072                                 | 980   |
| 10,00              | Wien um 1850             | Wien             | blaugrau    | 13. März 1950                   |                                 | nicht bekannt | 923                                  |                                      | 926   |